# Pilatus PC-6
Pilatus PC-6 Porter je višenamjenski civilni zrakoplov švicarskog proizvođača zrakoplova Pilatusa.

## Dizajn i razvoj
Prvi prototip je prvi put poletio 4. svibnja 1959. a pokretao ga je klipni motor snage 254 kW. Prvi Turbo Porter je prvi put poletio 1961. a pokretao ga je turboprop motor. Na Turbo Porteru je 1963. provedeno uanprijeđenja motora koji je mu je povećalo snagu na sadašnjih 410 kW.

U SAD-u, PC-6 je licencno proizvodio Fairchild Hiller. U službi USAF-a dobio je oznaku AU-23A Peacemaker a u službi američke kopnene vojske UV-20 Chiricahua. PC-6 je poznat po svojim iznimnim STOL mogućnostima na bilo kojoj vrsti terena.

## Tehničke karakteristike (PC-6 B2 Turbo Porter)
Osnovne karakteristike
- posada: 1
- kapacitet: 10 putnika
- dužina: 11,0 m
- raspon krila: 15,9 m
- površina krila: 28,8 m2
- visina: 3,20 m

Letne karakteristike
- najveća brzina: 244 km/h
- ekonomska brzina: 232 km/h
- dolet: 1.612 km
- brzina penjanja: 331 m/min
- motor: 1 x Pratt & Whitney Canada PT6A-27 turboelisni motor